# Rwanda aux Jeux olympiques d'été de 1996
Le Rwanda participe aux Jeux olympiques d'été de 1996 à Atlanta aux États-Unis du 19 juillet au 4 août 1996. Il s'agit de sa 4e participation à des Jeux olympiques d'été.

## Athlétisme
Résultats
| Athlètes            | Épreuves      | 1re série      | 1re série | 2de série | 2de série | Demi-finales | Demi-finales | Finale          | Finale          |
| Athlètes            | Épreuves      | Temps          | Rang      | Temps     | Rang      | Temps        | Rang         | Temps           | Rang            |
| ------------------- | ------------- | -------------- | --------- | --------- | --------- | ------------ | ------------ | --------------- | --------------- |
| Emmanuel Rubayiza   | 400 mètres    | 49 s 20        | 54e       | Éliminé   | Éliminé   | Éliminé      | Éliminé      | Éliminé         | Éliminé         |
| Alexis Sharangabo   | 1 500         | 3 min 46 s 42  | 37e       | NC        | NC        | Éliminé      | Éliminé      | Éliminé         | Éliminé         |
| Mathias Ntawulikura | 10 000 mètres | 27 min 51 s 69 | 3e Q      | NC        | NC        | NC           | NC           | 27 min 50 s 73  | 8e              |
| Patrick Ishyaka     | Marathon      | NC             | NC        | NC        | NC        | NC           | NC           | N'a pas terminé | N'a pas terminé |